# タイガー魔法瓶
タイガー魔法瓶株式会社（タイガーまほうびん、英：TIGER CORPORATION）は、大阪府門真市速見町に本社をおく非上場企業である。真空断熱技術や電気による熱コントロール技術を応用し、家庭用や業務用のステンレスボトル等の真空断熱容器（魔法瓶）・炊飯器等の調理電気製品、自動車・住宅・空調・宇宙・医療等の産業用部品及び製品の製造販売を世界64か国で展開する。
ビジョンは「世界中に幸せな団らんを広める」となっている。

## 歴史
創業者の菊池武範は、愛媛県西宇和郡三島村（その後三瓶町を経て現在は西予市）皆江の実業家に生まれたが、12歳の時に父・武揚が事業に失敗し、加えて脳溢血で倒れて闘病の身となった。そのため、武範は皆江小学校高等科を中退し、大阪のメリヤス工場に奉公に出た際に船場の輸入雑貨店のショーウィンドーで見かけた魔法瓶が契機となり、のち仕事を転々として1923年、内職として魔法瓶の製造販売業を始めた。
虎印（タイガー）の由来は、父が寅年生まれであったことと、創業当時は壊れやすいと思われていた魔法瓶のイメージを払拭するために付けられたものである。関東大震災の際にも、問屋にあった幾つかの魔法瓶の中で虎印魔法瓶の製品だけが1本も割れなかったという。また、虎はアジアでは最強の動物であるということから、アジアをはじめとした世界展開においても最強をめざすためである、ともいわれている。
2018年末、JAXAと共同開発した「真空二重断熱容器」が搭載された小型回収カプセルが、国際宇宙ステーションからの実験サンプルの回収に成功、宇宙からの試料の持ち帰りに新たな平野を開拓した（宇宙ステーション補給機）。
2019年に全製品で修理対応を10年に延長（業界標準5年）。2020年には人権・環境・健康に配慮した製品作り「4つの約束」を宣言する等、SDGsに積極的な企業である。女性活躍推進では2019年4月にエンジニア出身の女性（社内）取締役が誕生している。

## 沿革
- 1923年 - 創業者・菊池武範が大阪市西区で「菊池製作所」を設立し、「虎印魔法瓶」の製造・販売を開始。
- 1936年 - 菊池製作所を合名会社に改組。
- 1943年 - 合名会社菊池製作所の事業を、業界の戦時統制により設立された「日本魔法瓶統制株式会社」に譲渡（1945年3月の大阪空襲で焼失、事業停止）。
- 1946年 - 菊池製作所、大阪市東成区大今里で事業を再開。
- 1949年 - 日新工業株式会社に改組。
- 1953年 - タイガー魔法瓶工業株式会社（英訳：Tiger Vacuum-Bottle Industry Co.,Ltd.）に商号変更。
- 1955年 - 大阪市城東区蒲生町に本社・工場を新築。
- 1963年 - 大阪府門真市速見町に本社・工場を移転。
- 1970年 - 電気ジャー「炊きたて」発売（翌年から「電子ジャー」へ改称）。販売部門をタイガー販売株式会社（中国・九州地方以外）・タイガー物産株式会社（中国・九州地方）として分社化。
- 1983年 - タイガー魔法瓶株式会社（英訳：Tiger Vacuum Bottle Co.,Ltd.）に商号変更。同時にロゴを現在のものに変更。
- 1990年 - 台湾に「合併会社虎記股有限公司」設立。
- 1991年 - 香港に「虎牌産品有限公司」設立。タイガー販売がタイガー物産を吸収合併。
- 1997年 - 上海に「合弁会社上海虎生电子电器有限公司」設立。上海工場竣工。
- 1998年 - タイガー販売株式会社を吸収合併。
- 2002年 - アメリカにTIGER CORPORATION U.S.A.を設立。
- 2006年 - 内鍋に土鍋を使用したIH炊飯ジャー「タイガー炊きたて 土鍋釜」発売。
- 2012年 - ベトナムにTIGER VIETNAM Co.,Ltd.を設立。ベトナム工場竣工。
- 2015年 - インドにTIGER INDIA PRIVATE LIMITEDを設立。
- 2018年 - JAXAと共同開発した真空二重断熱容器の小型回収カプセルが、非シャトル機による国際宇宙ステーションからの実験サンプルの持ち帰りに成功（こうのとり7号）。
- 2023年 - 創業100周年を迎える。

## 取扱製品
- 圧力IH炊飯ジャー、IH炊飯ジャー、マイコン炊飯ジャー、電子ジャー（保温専用）-「炊きたて」ブランドで展開。50年以上継続し、7000万台を出荷している。CMジングルも長年にわたり同じものを使用している。
  - 同様のネーミングで、電気ポットには「わきたて」、オーブントースターには「やきたて」というブランド名が与えられていた。
  - 2023年には、新聞紙を燃料とすることで電気がなくても炊飯ができる「魔法のかまどごはん」が発売された。アウトドアや災害時における利用を想定している。
- マイコン電動ポット、電気ポット、VE電気まほうびん「とく子」、電気ケトル「わく子」
- グリルなべ、オーブントースター、コーヒーメーカー、ホームベーカリー、ホットプレート、ミキサー、フードプロセッサー、ブレンダー等
- 真空断熱技術を応用した魔法瓶各種（ガラスまほうびん・ステンレスボトル・テーブルポット等）
- 業務用電気調理器各種、及び、自動車・住宅・空調・宇宙・医療等の産業用部品及び製品

ほか多数
「VE」（Vacuum Electricから）の商標権はライバルの象印マホービンと共有（登録商標日本第4713275号）している。

## テレビ番組
- 日経スペシャル ガイアの夜明け 買う気にさせます～“生活家電” 新機能開発の裏側～（2006年10月31日、テレビ東京）[5] - 土鍋炊飯器への挑戦を取材。

## 歴代TVCM出演者

### 現在
- 渡辺直美

### 過去
- 藤岡琢也
- うつみみどり
- 松坂慶子
- 十朱幸代
- 加藤茶・志村けん
- 小島聖
- 藤谷美和子
- 古手川祐子（1982年 - 1997年、15年にわたり出演）
- 沢口靖子
- 酒井美紀
- 笑福亭鶴瓶
- 渡辺正行
- 倉科カナ
- マツコ・デラックス
- 佐々木希
- 市川團十郎

## スポンサー番組

### テレビ
現在（30秒）
- 『火ドラ⭐︎イレブン』（カンテレ）※2024年4月より提供開始

過去
- 『金の星・銀の星』（MBS）
- 『ダウトをさがせ!』（MBS）
- 『たかじん・ナオコのシャベッタリーノ!』（MBS）※1996年4月から1997年3月まで
- 『ジャングルTV 〜タモリの法則〜』（MBS）※1997年4月から1999年9月まで
- 『EXILE魂』（MBS・TBS共同制作）
- 『百万ドル歌謡曲大会』（フジテレビ）※一社提供、1962年12月31日放送の大晦日特番
- 『こちら葛飾区亀有公園前派出所』（フジテレビ・唯一のテレビアニメによる提供番組）※2000年4月から2001年9月まで
- 『ごろんぼ波止場』（ABC・一社提供）
- 『今週の花嫁花婿』（ABC・一社提供）
- 『全国対抗歌合戦』（ABC・一社提供）
- 『白頭巾参上』（ABC・一社提供）
- 『3・3が9イズ』（ABC・一社提供）
- 『メイプルタウン物語』（ABC・唯一のテレビアニメによる提供番組）
- 『カアちゃんがんばれ』（読売テレビ・一社提供）
- 『おはこ寄席』（読売テレビ・一社提供）
- 『巨泉まとめて百万円』（読売テレビ・一社提供）
- 『巨泉のチャレンジクイズ』（読売テレビ）
- 『ああ結婚』（読売テレビ）
- 『びっくり日本新記録』（読売テレビ）
- 『THE・恋ピューター』（読売テレビ）
- 『ザッツ!好奇心』（読売テレビ）
- 『どっちDOTCH!』（読売テレビ）
- 『ダウンタウンDX』（読売テレビ） ※2009年4月から2011年3月まで。
- 『金田一少年の事件簿』（読売テレビ・唯一のテレビアニメによる提供番組）
- 『女はつらいよ』（TBS・一社提供）
- 『ドン!アタック』（TBS・一社提供）
- 『スター総登場!』（TBS・一社提供）
- 『8時だョ!全員集合』（TBS）
- 『欽ちゃんの週刊欽曜日』（TBS）
- 『TBS金曜9時枠の連続ドラマ』（TBS）
- 『平成ウルトラシリーズ』（TBS（在阪局ではMBS制作）・唯一の特撮による提供番組）
- 『呪術廻戦』（TBS（在阪局ではMBS制作）・唯一のアニメによる提供番組）※日5枠にて再放送
- 『きこちゃんすまいる』（TBS・唯一のテレビアニメによる提供番組）
- 『EXE』（TBS）
- 『中居正広の金曜日のスマイルたちへ』（TBS）※2016年2月12日放送回から番組タイトルを一部変更。番組放送開始から筆頭提供。その後30秒へ縮小し、2016年3月末まで。
- 『マツコの知らない世界』（TBS）※2017年4月から2019年3月まで。
- 『火曜劇場』（日本テレビ）
- 『刑事物語'85』 (日本テレビ)
- 『誇りの報酬』（日本テレビ）
- 『あぶない刑事』（日本テレビ）
- 『ワールドクイズ ザ・びっくり地球人!』（日本テレビ）
- 『巨泉のこんなモノいらない!?』（日本テレビ）
- 『知ってるつもり?!』（日本テレビ・筆頭提供）
- 『不可思議探偵団』（日本テレビ）
- 『行列のできる法律相談所』（日本テレビ）※番組放送開始から筆頭提供。その後30秒へ縮小し、2020年9月で降板。
- 『ミスター味っ子』（テレビ東京・唯一のテレビアニメによる提供番組）
- 『とっとこハム太郎』（テレビ東京・同上）
- 『木曜洋画劇場』（テレビ東京）※1993年4月4日から2005年9月29日まで。
- 『開運!なんでも鑑定団』（テレビ東京）※2002年4月から2016年3月まで。
- 『ミュークルドリーミー』（テレビ東京・唯一のテレビアニメによる提供番組）
- 『ジュエルペット』（テレビ大阪・同上) ※2009年4月から12月まで。
- 『Cosmic Baton Girl コメットさん☆』（テレビ大阪・同上）※2001年4月から9月まで。
- 『花の魔法使いマリーベル』（テレビせとうち・唯一の地方局制作かつテレビアニメ提供番組）
- 『土曜大好き!830』（関西テレビ）
- 『土曜ぴーぷる』（関西テレビ）
- 『いつでも笑みを!』（関西テレビ）
- 『ベリーベリーサタデー!』（関西テレビ）
- 『うふふのぷ』（関西テレビ）
- 『関西テレビ制作火曜夜10時枠の連続ドラマ』（関西テレビ）※2004年4月から2009年3月まで。

など

## その他
- Jリーグユース選手権大会（2005年度 「Jユース・サハラカップ」として開催=サハラは携帯魔法瓶ブランド名）

## 不祥事
2021年8月31日、消費者庁はタイガー魔法瓶株式会社に対し、同社が供給する「PCK-A080」と称する電気ケトルに係る表示について、消費者庁及び公正取引委員会（公正取引委員会事務総局近畿中国四国事務所）の調査の結果を踏まえ、景品表示法に違反する行為（同法第5条第1号（優良誤認）に該当）が認められたことから、同法第7条第1項の規定に基づき、措置命令が下された。2022年2月9日には、同法第8条第1項の規定に基づき、課徴金588万円の納付命令が下された。
表示内容
2020年10月10日から同月26日までの間、同年11月2日、同月9日、同月16日、同月23日及び同月30日に、地上波放送を通じて放送したテレビCMにおいて、本件商品を持ち運んでいる人物がつまずいて本件商品をソファ上に落として転倒させる映像及びソファ上に転倒した本件商品から液体がこぼれない映像と共に、「もしものとき、熱湯がこぼれないように、設計しています。」 との音声並びにテーブル上に転倒した本件商品から液体がこぼれない映像と共に、「安全最優先」及び「01  転倒お湯もれ防止」との文字の映像等を表示するなど、あたかも本件商品が転倒しても本件商品からお湯がこぼれないかのように示す表示をしていた。
実際
本件商品が転倒したときは、本件商品の構造上、本件商品からお湯が僅かにこぼれる場合があるものであった。

## 裁判

### 商標を巡る紛争
タイガー魔法瓶は登録商標「TIGERS」を保有していたが、2003年に阪神タイガースが特許庁にこの商標登録の無効を申し立て、認められた。これに対してタイガー魔法瓶は特許庁の判断の取消を求める訴えを東京高等裁判所に起こしたがタイガー魔法瓶は「TIGER」、阪神タイガースは「TIGERS」を使用することで和解が成立した。
この他にも、阪神鳴尾浜球場が竣工した際に選手寮「虎風荘」などを含めた二軍関連施設と合わせて「Tiger Den（タイガー・デン=虎の穴）」と名付けられたものの、タイガー魔法瓶が商標登録していたことが判明したため、2003年に「Tigers Den（タイガース・デン）」に改称させられたということもあった。
なお、阪神タイガースとの関係は悪化しておらず、後にコラボグッズを発売したり甲子園球場に広告を掲出するなど関係は深くなっている。

## 参考資料
- タイガー魔法瓶70年のあゆみ（1993年発行、非売品、所蔵している公共図書館あり）
- 「こども伝記まんが 『アイディアに生きる』―6人の社長の創業物語」（久保田千太郎・今道英治著、小学館、1990年発行。小学校中・高学年向け）

学年誌に連載された作品をまとめたもの。菊池武範以外には安藤百福（日清食品）、江崎利一（江崎グリコ）、早川徳次（シャープ）、松下幸之助（パナソニック）、佐藤安太（タカラトミー）、御木本幸吉（ミキモト）、小林一三（阪急電鉄）、本田宗一郎（ホンダ）、田宮義雄（タミヤ）、伊藤雅俊（イトーヨーカドー）、水野利八（ミズノ）が掲載。